# Arceuthobium tsugense
Arceuthobium tsugense là một loài thực vật có hoa trong họ Santalaceae. Loài này được (Rosend.) G.N.Jones mô tả khoa học đầu tiên năm 1936.